# Крсто Попивода
Крсто Попивода (Бјелице, код Цетиња, 3. јун 1910 — Мељине, код Херцег Новог, 10. фебруар 1988) био је учесник Народноослободилачке борбе, правник, друштвено-политички радник СФРЈ и СР Црне Горе, јунак социјалистичког рада и народни херој Југославије.

## Биографија
Рођен је 3. јуна 1910. године у селу Бјелицама, код Цетиња. Потиче из многочлане сиромашне земљорадничке породице. Његови родитељи, сестра и старији брат, су били у логору током Првог светског рата, због отпора двојице браће аустријској окупацији Црне Горе, од 1916. до 1918. године. Основну школу је завршио у родном селу, а гимназију је започео 1923. године на Цетињу, затим је други и трећи разред завршио у Бања Луци, четврти на Цетињу, a пети у Пећи. Матурирао је 1932. године на Цетињу. Све распусте и повремене прекиде у школовању проводио је радећи као шумарски радник у Босни, у околини Олова.
У вишим разредима гимназије читао је напредну радничку литературу и почео да се интересује за марксизам. У осмом разреду гимназије, 1931. године, био је један од учесника штрајка у Цетињској гимназији, а затим и демонстрација против доласка групе министара Шестојануарске владе у Црну Гору. Заједно са својим школским другом Радојем Вујошевићем, народним херојем Југославије, у јесен 1932. године одлази у Суботицу, где се уписује на Правни факултет. Током прве године студија становао је код рођака у селу Каркатуру, а августа 1933. године се запослио у Пореској управи у Суботици.

### Рад у Комунистичкој партији
Октобра 1933. године, заједно са Радојем Вујошевићем, примљен је у чланство Комунистичке партије Југославије (КПЈ), у партијској ћелији на Правном факултету. Убрзо се укључио у рад технике Месног комитета КПЈ за Суботицу, којом је руководио Мате Видаковић. Радио је на растурању илегалног листа „Револуционарни фронт радника и сељака“, летака и осталог партијског материјала. Октобра 1934. године нашао се међу 60 ухапшених, током велике полицијске рације у Суботици. Пошто је био ухапшен, непосредно после атентата на краља Александра Карађорђевића у Марсеју, био је посебно мучен. Изведен је пред Суд за заштиту државе, заједно са још 13 ухапшених, и осуђен на 18 месеци затвора, које је издржао у затвору у Сремској Митровици.
После изласка из затвора, маја 1936. године, протеран је у Црну Гору. После одређеног времена отишао је у Београд, где је наставио студије права. За време студија је радио у Месном комитету КПЈ за Београд и Универзитетском комитету КПЈ. После хапшења 25. новембра 1936. године, по одлуци Партије, прелази у илегалност и одлази у Крагујевац, где постаје члан Обласног комитета КПЈ за ужу Србију. У Крагујевцу развија интензиван партијски рад, посебно у Војно-техничком заводу, затим у Краљеву, Крушевцу, Параћину, Ћуприји и Јагодини. У пролеће 1937. године своју партијску активност пренео је и на источну и јужну Србију. Радио је на организовању Обласног комитета КПЈ за Ниш.
У масовном хапшењу комуниста, које је почело у Крагујевцу, јуна 1937. године, а проширило се на многа места Србије, Крсто је ухапшен 17. јула у Нишу. Спроведен је у гарнизонски затвор у Крагујевцу, и подвргнут мучењу у којем су учествовали полицијски агенти из Београда и Новог Сада.
У притвору је провео месец дана и мучен је најсвирепијим методама — убацивањем соли у тело и жеђу, стезањем лобање конопцима, раздирањем отворених рана на телу тупим предметима и др. Крсто Попивода и Спасенија Цана Бабовић, која је тада такође била ухапшена и мучена, су због „херојског држања пред класним непријатељем“ једини носиоци, мало познатог, Партијског признања „Херој ћутања“.
Крајем августа изведен је пред Суд за заштиту државе и осуђен на две године затвора, коју је поново издржавао у сремско-митровачком затвору.
После изласка из затвора, јула 1939. године, радио је у Агитпропу Покрајинског комитета КПЈ за Србију, а децембра исте године ЦК КПЈ га је упутио, као свог делегата, у Црну Гору, где је радио на јачању партијских организација. Августа 1940. године учествовао је на Осмој покрајинској конференцији КПЈ за Црну Гору, Боку, Санџак и Косово и Метохију, на којој је поднео реферат „О организационом стању Партије“. Претходно је обишао многе партијске организације у Црној Гори и на Косову. После Покрајинске конференције, на позив генералног секретара КПЈ Јосипа Броза Тита одлази на рад у ЦК КПЈ и организује и руководи партијском школом у Макарској и партијским курсевима у Загребу; Црепољском, код Сарајева и Дубрави, код Загреба. Био је делегат и члан Кандидационе комисије на Петој земаљској конференцији КПЈ, одржаној октобра 1940. године у Загребу.

### Народноослободилачка борба
После Војног пуча и обарања Владе Цветковић–Мачек, 27. марта 1941. године, Крсто је по специјалном задатку Јосипа Броза Тита упућен у Сарајево да Покрајинском комитету КПЈ за БиХ пренесе инструкције ЦК КПЈ, а потом је упућен, с истим задатком, на Космет. Тада је обишао Месне партијске организације у Сарајеву, Зеници, Пећи и Косовској Митровици и учествовао у раду Обласне конференције у Тузли. Априла 1941. године, после напада сила Осовине на Краљевину Југославију, одлази у Црну Гору, где је као члан Бироа Покрајинског комитета, радио на организовању и припреми Тринаестојулског устанка. У данима устанка вршио је најпре дужност секретара ОК КПЈ за Никшић, а потом секретара ОК КПЈ за Цетиње.
Од септембра 1942. до 1945. године радио је на разним партијско-политичким и војним задацима у ЦК КПЈ и Врховном штабу НОВ и ПОЈ. Био је руководилац и предавач у партијским школама и курсевима. Најпре је радио у Обласном комитету КПЈ за Босанску Крајину, потом у ЦК КПЈ, па у селу Гвозду, код Калиновика, у селу Лијећевини, код Шћепан поља, између Четврте и Пете непријатељске офанзиве и у Јајцу и Дрвару, од септембра 1943. до маја 1944. године. Био је члан Антифашистичког већа народног ослобођења Југославије (АВНОЈ), од његовог другог заседања, а маја 1944. године, после неуспелог немачког десанта на Дрвар, заједно са ЦК КПЈ прелази на острво Вис. Априла 1945. године кооптиран је у Централни комитет КПЈ.

### Послератна каријера
После ослобођења Југославије, обављао је многе одговорне дужности: 
- од 1946. до 1948. године био је председник за аграрну реформу и колонизацију Владе ФНРЈ,
- од 1948. до 1951. године био је потпредседник Савезног већа у Народној скупштини ФНРЈ,
- од 1951. до 1953. године био је министар за железнице и председник Савета за саобраћај и везе Владе ФНРЈ,
- од 1953. до 1963. године члан Савезног извршног већа (СИВ),
- од 1963. до 1967. године био је председник Организационо-политичког већа Савезне скупштине СФРЈ.

Године 1947, заједно са Стефаном Митровићем и Петром Стамболићем, био је члан југословенске делегације коју је приликом посете Совјетском Савезу примио Михаил Суслов, незванични идеолог Комунистичке партије Совјетског Савеза (КПСС).
Од Петог конгреса КПЈ, јуна 1948, биран је за члана Централног комитета КПЈ, а на Деветом конгресу СКЈ, марта 1969. године, изабран је за члана Сталног дела Конференције СКЈ. Био је најпре члан Савезног одбора ССРН Југославије (ССРНЈ), затим члан Председништва, а потом и секретар Савезног одбора ССРНЈ. Био је и члан Савезног одбора СУБНОР-а Југославије и члан Савета федерације. Имао је чин генерал-мајора ЈНА у резерви.
Био је ожењен Мартом Ћупић (1924—1972), рођеном сестром народног хероја Љубе Чупића (неки чланови ове породице носили су презиме Ћупић, а неки Чупић), са којом је имао сина Рајка, сликара и вајара.
Умро је 10. фебруарa 1988. године, у болници у Мељинама, код Херцег Новог. Сахрањен је у Алеји заслужних грађана на Новом гробљу у Београду.
Носилац је Партизанске споменице 1941. и других високих југословенских одликовања, међу којима су — Орден јунака социјалистичког рада, Орден народног ослобођења, Орден југословенске заставе са лентом, Орден заслуга за народ са златном звездом, Орден братства и јединства са златним венцем, Орден партизанске звезде са сребрним венцем и Орден за храброст. Орденом народног хероја одликован је 10. јула 1952. године.